# A Northern Soul
A Northern Soul, pubblicato il 20 giugno 1995, è il secondo album dei The Verve.

## Descrizione
A Northern Soul è un album che rispetto al precedente si orienta verso il Britpop e verso atmosfere più malinconiche (come i singoli History,On Your Own).

## Tracce
1. A New Decade – 4:11
2. This Is Music – 3:35
3. On Your Own – 3:33
4. So It Goes – 6:11
5. A Northern Soul – 6:32
6. Brainstorm Interlude – 5:11
7. Drive You Home – 6:41
8. History – 5:26
9. No Knock on My Door – 5:11
10. Life's an Ocean – 5:43
11. Stormy Clouds – 5:34
12. Reprise – 6:11